# إيفان دانفي
إيفان دانفي (بالإنجليزية: Evan Dunfee) هو عداء مشي طويل كندي في اختصاص ال20 كلم ولد في يوم 28 سبتمبر 1990 في مدينة ريتشموند في كولومبيا البريطانية في كندا، أبرز إنجازاته هو تحقيقه الميدالية الذهبية في دورة الألعاب الأمريكية 2015 التي أُقيمت في تورنتو في كندا والتي حقق بها رقم قوي ب1:20:13.

## روابط خارجية
- إيفان دانفي على موقع الاتحاد الدولي لألعاب القوى (الإنجليزية)
- إيفان دانفي على موقع الاتحاد الكندي لألعاب القوى (الإنجليزية)
- إيفان دانفي على موقع اللجنة الأولمبية الدولية (الإنجليزية)
- إيفان دانفي على موقع أوليمبيديا (الإنجليزية)
- إيفان دانفي على موقع اللجنة الأولمبية الكندية (الإنجليزية)
- إيفان دانفي على موقع اتحاد ألعاب الكومنولث (مؤرشف) (الإنجليزية)